# Mehdi Nebbou
Mehdi Nebbou (Bayona, 10 de enero de 1974) es un actor francés conocido por sus participaciones en las películas Teresas Zimmer y Le choix de Myriam y series como ACI: Alta capacidad intelectual donde interpreta al policía Adam Karadec.

## Biografía
Es hijo de padre argelino y madre alemana; su hermano mayor es el director de cine Safy Nebbou.
Habla con fluidez francés, alemán, inglés e italiano.

## Carrera
En 2005 se unió al elenco de la película Munich, donde interpretó a Ali Hassan Salameh, un integrante del grupo terrorista Septiembre Negro. La película está basada en los hechos reales de la venganza secreta del gobierno israelí contra la organización para la liberación de palestina después de que realizaran la masacre en los Juegos Olímpicos de Verano de 1972 en Múnich.
En 2007 apareció como invitado en la serie alemana Tatort, donde interpretó a Ali en el episodio "Der Finger". Más tarde apareció de nuevo en la serie en 2010, esta vez interpretando a Hassan Adub durante el episodio "Die Heilige".
En 2008 interpretó a Nizar, un ex-lingüista y miembro de Al-Qaeda en la película Body of Lies.
En 2011 se unió al elenco de la película Forces spéciales en el papel de Amin, amigo de la periodista Elsa.
En 2012 Mehdi apareció en un video junto a otros actores para hacer consciencia sobre la calidad del agua.

## Filmografía

### Cine
| Año  | Título           | Personaje          | Notas |
| ---- | ---------------- | ------------------ | --- |
| 2021 | La casa Gucci    | Said               | Junto a Lady Gaga, Adam Driver, Jared Leto, Al Pacino y Jeremy Irons                                                     |
| 2012 | English Vinglish | Laurent            | Junto a Sridevi, Adil Hussain, Ross Nathan y Rajeev Ravindranathan                                                       |
| 2011 | Forces spéciales | Amin               | Junto a Diane Kruger, Djimon Hounsou, Benoît Magimel, Denis Ménochet, Raphaël Personnaz, Alain Figlarz y Tchéky Karyo    |
| 2008 | Body of Lies     | Nizar              | Junto a Leonardo DiCaprio, Russell Crowe, Mark Strong, Golshifteh Farahani, Oscar Isaac, Vince Colosimo y Simon McBurney |
| 2005 | Munich           | Ali Hassan Salameh | Junto a Eric Bana, Daniel Craig, Ciarán Hinds, Mathieu Kassovitz, Mathieu Amalric, Geoffrey Rush y Moritz Bleibtreu      |

### Televisión
| Año  | Título                          | Personaje       | Notas                         |
| ---- | ------------------------------- | --------------- | ----------------------------- |
| 2021 | ACI: Alta capacidad intelectual | Adam Karadec    | Protagonista                  |
| 2013 | Inga Lindström                  | Paul Andersson  | Episodio: "Feuer unterm Dach" |
| 2012 | Die Chefin                      | Cristian Farron | Episodio: "Lügen"             |
| 2011 | Unter Verdacht                  | Hamid Sherzad   | Episodio: "Rückkehr"          |
| 2010 | Tatort                          | Hassan Adub     | Episodio: "Die Heilige"       |
| 2008 | Engrenages                      | Mustapha Larbi  | 4 episodios                   |
| 2007 | GSG 9 - Die Elite Einheit       | Ishan Hamsa     | Episodio: "Feuertaufe"        |
| 2005 | Vier Frauen und ein Todesfall   | Ahmet           | Episodio: "Nebelsuppe"        |
| 2002 | Achterbahn                      | Habib           | Episodio: "Fernweh"           |

### Como editor y asistente de director
| Año  | Título                    | Notas                        |
| ---- | ------------------------- | ---------------------------- |
| 2003 | Das Wunder von Kaufbeuren | Documental; editor           |
| 2001 | Bertzea                   | Cortometraje; editor         |
| 2001 | Endstation Tanke          | Primer asistente de director |
| 2001 | J'ai tué Clémence Acéra   | Jefe de locación: Alemania   |

## Premios y nominaciones
| Año  | Categoría        | Premio                                   | Trabajo nominado   | Resultado |
| ---- | ---------------- | ---------------------------------------- | ------------------ | --------- |
| 2009 | Best Young Actor | Luchon International Film Festival Award | Le choix de Myriam | Ganador   |
| 2007 | Best Actor       | First Steps Special Award                | Teresas Zimmer     | Ganador   |